# ラゴス州

ラゴス州
Lagos State
Ìpínlẹ̀ Èkó、Ayìmátẹ̀n Awọnlìn tọ̀n州の愛称: 洗練の中心

¹ 予備調査

ラゴス州（ラゴスしゅう、英語：Lagos State、ヨルバ語: Ìpínlẹ̀ Èkó、グン語： Ayìmátẹ̀n Awọnlìn tọ̀n）はナイジェリア南西部の州。州都はイケジャ。面積は最小で、人口は公式集計によるとカノ州に次いで2位である。

## 地理
ラゴスを含みナイジェリア最大の市街地を形成する。北と東はオグン州、西はベナンのウェメ県と接し、南はギニア湾で大西洋に臨む。

## 歴史
ラゴスは州設置以前は旧ラゴス市街はラゴス担当相により治められ、ラゴス市議会が置かれていた。それ以外は西部州に属した。
ビアフラ戦争の要因となった1967年の12州の一つとして西部州から分離された。ラゴス州設置後はラゴス担当相やラゴス市議会は廃止され、1968年からはラゴス旧市街中心地のラゴス島が連邦首都と州都を兼ねた。1976年に首都が名目上アブジャに移され、ラゴス州都もラゴス郊外のイケジャに移された。1991年には首都機能の実質もアブジャに移転し、ラゴス州は政治以外の経済と文化の中心の一つとなった。
ラゴス州は5地区に分けられ、連邦政府によると20、州政府によると57の地方行政区 (LGA) が置かれている。住民の大半はヨルバ族であるが、新旧住民等の出身集団間の対立がある。バダグリやイケジャではアウォリ、オグ、エペやイコロドゥではイジェブが先住集団で、エコが植民地時代頃からの移民、それ以外にオヨやイバダン、イフェなどの出身集団がある。ヨルバ語は州議会の公用語である。2006年の国勢調査にはラゴス州などから人口が少なく数えられていると主張されたが、国家人口委員会はこれを否定した。

## 地方行政区
連邦法に基づく地方行政区 (LGA)
| - イケジャ地区 （ラゴス市街北部） - アゲゲ - アリモショ - イケジャ - イファコ＝イジャイェ - コソフェ - オショディ＝イソロ - ソモル - ムシン | - イコロドゥ地区 （中東部） - イコロドゥ - エペ地区 （東部） - イベジュ・レッキ - エペ |
| - バダグリ地区 （西部） - アジェロミ＝イフェロドゥン - アムウォ＝オドフィン - オジョ - バダグリ                                             | - ラゴス地区 （旧市街） - アパパ - エティ＝オサ - スルレレ - ラゴス島 - ラゴス本土     |

## 著名人
- フェラ・クティ(Fela Anikulapo Kuti)(1938年～1997年)：ミュージシャン、黒人解放運動家。アフロビートの創始者。
- アキーム・オラジュワン(Hakeem Abdul Olajuwon)(1963年～)：元バスケットボール選手。

## 脚註
1. ↑  落合雄彦「オバフェミ・アウォロウォの政治思想」『敬愛大学国際研究』第3号 p.78, 1999年3月。
2. ↑  Callix Udofia, ADVERTORIAL NATIONAL POPULATION COMMISSION LAGOS STATE CLAIM ON THE PROVISIONAL RESULT OF THE 2006 CENSUS IS UNFOUNDED Archived 2007年6月23日, at the Wayback Machine., National Population Commission, 8th February 2007.

座標: 北緯6度35分 東経3度45分 / 北緯6.583度 東経3.750度